# 山崎久美子
山崎 久美子（やまざき くみこ、1956年 - ）は、日本の心理学者・臨床心理士。東京医科歯科大学教授・早稲田大学教授を歴任。学位は、文学博士。

## 略歴
1956年東京都生まれ。1975年女子学院高等学校卒業。1980年上智大学文学部心理学科卒業。1985年上智大学大学院文学研究科教育学専攻心理学コース博士後期課程修了。文学博士。1997年東京医科歯科大学教養部教授。2003年早稲田大学人間科学部教授。2004年早稲田大学人間科学学術院教授。2008年防衛省・防衛医科大学校准教授。2022年心理カウンセリングルーム飯田橋開設（代表）。指導健康心理士。臨床心理士。公認心理師。

## 学会
- 日本心理臨床学会会員
- 日本カウンセリング学会編集委員（認定カウンセリング心理士）（認定スーパーバイザー）
- 日本健康心理学会会員（指導健康心理士）
- 日本女性心身医学会評議員
- 日本ストレス学会理事
- ヘルスカウンセリング学会顧問

## 著書

### 主要編著・共著
- 臨床心理学大系第1巻
- 臨床心理学大系第5巻
- 臨床心理学全書6
- 臨床心理クライエント研究セミナー
- 21世紀の医療への招待
- 第１回公認心理師試験 問題と解説
- 心理療法の諸システム：多理論統合的分析（共監訳）
- 保健医療・福祉領域で働く心理職のための法律と倫理　他多数

## 関連人物
- 市橋秀夫
- 霜山徳爾（故人）
- 杉下守弘